# Yorba Linda Open Invitational
O Yorba Linda Open Invitational foi um torneio masculino de golfe no PGA Tour, que foi disputado entre os dias 15 e 18 de janeiro de 1960 no Yorba Linda Country Club, em Yorba Linda, Califórnia, Estados Unidos. O campo de golfe, que possui um percurso de 6 788 jardas e par 72, foi projetado pelos arquitetos David Rainville e Harry e inaugurado em 1957.
O evento foi vencido por Jerry Barber, então com 43 anos, por uma tacada de vantagem sobre Billy Maxwell.

## Campeão
- 1960 Jerry Barber